# Теулада (Італія)
Теулада (італ. Teulada, сард. Teulada) — муніципалітет в Італії, у регіоні Сардинія,  провінція Кальярі.
Теулада розташована на відстані близько 460 км на південний захід від Рима, 45 км на південний захід від Кальярі.

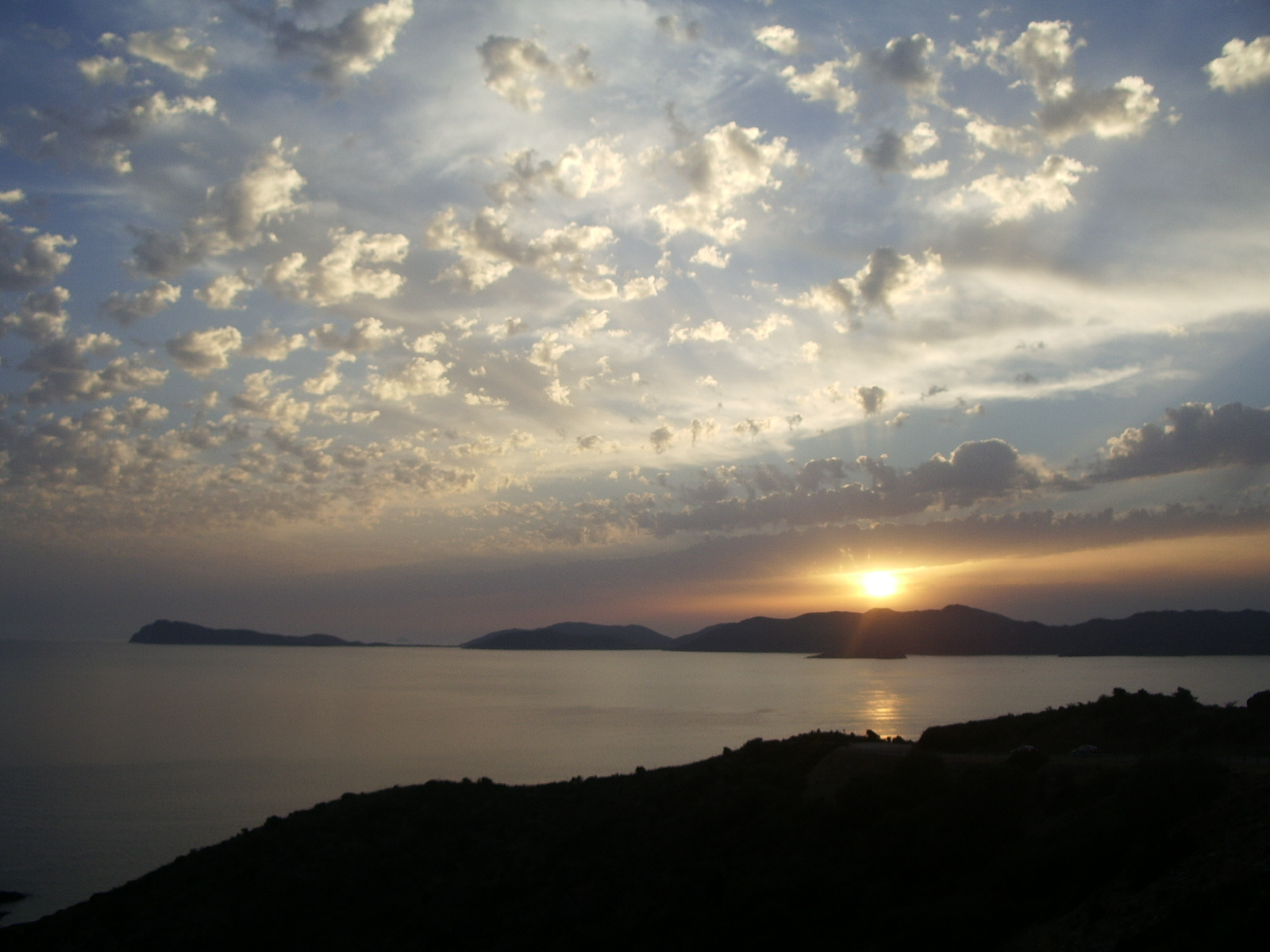

Населення — 3684 особи (2014).
Покровитель — Madonna del Carmelo.

## Демографія
Населення за роками:

Станом на 1 січня 2023 року в муніципалітеті офіційно проживало 39 іноземців з 16 країн, серед них 17 громадян країн Євросоюзу та 5 громадян України.

## Сусідні муніципалітети
- Домус-де-Марія
- Мазаїнас
- Пішинас
- Пула
- Сант'Анна-Аррезі
- Сантаді
- Джиба